# راشد بن محمد بن ثابت بن منديل المغراوي
راشد بن محمد بن ثابت بن منديل المغراوي زعيم قبلي، من رؤساء مغراوة. كان في المغرب مع جده ثابت حين لجأ إلى السلطان يوسف بن يعقوب المريني مستغيثا به لدى صاحب تلمسان (سنة 694هـ). ومات ثابت في نفس السنة، فكفل السلطان المريني ولده وأصهر إليه في أخته وزوجه إياها. ولما زحف السلطان يوسف على تلمسان سنة 698هـ عقد لعمر بن ويغرن بن منديل على مغراوة وشلف، فغضب راشد ولحق بقومه، فآزروه، فقتل عمر، فسير السلطان المريني جيشا لقتاله، وعقد لمحمد بن عمر بن منديل مكان أبيه، فخرج راشد من ماذونة ولحق ببني بوسعيد. وبعد حصار لمعاقله، وقتال شديد مع أنصاره، راسله راشد السلطان وتم الصلح بينهما. ومات السلطان يوسف وهو محاصر لتلمسان سنة 756 هـ، واستعاد بنو زيان أصحاب تلمسان ما كان تحت سيطرة بني مرين، فحاول راشد استرجاع بلاده منهم، ففشل، ثم لحق ببني حفص أصحاب بجاية وزواوة، وقتل بها